# Liste der Ständeräte des Kantons Waadt
Die Liste der Ständeräte des Kantons Waadt zeigt alle Mitglieder des Ständerates aus dem Kanton Waadt seit der Gründung des Bundesstaates im Jahr 1848 bis heute.

## Parteiabkürzungen
- FDP: Freisinnig-Demokratische Partei, seit 2009 Mitglied der FDP.Die Liberalen
- FL: Freisinnige Linke, Vorgängerfraktion der FDP im 19. Jahrhundert
- Grüne: Grüne Schweiz
- LM: Liberale Mitte, Vorgängerfraktion der LPS im 19. Jahrhundert
- LPS: Liberale Partei der Schweiz, seit 2009 Mitglied der FDP.Die Liberalen
- SP: Sozialdemokratische Partei der Schweiz

## Ständeräte
| Name                     | Partei/Fraktion | Amtszeit                      | Geboren | Gestorben |
| ------------------------ | --------------- | ----------------------------- | ------- | --------- |
| Alfred Aubert            | FDP             | 1900–1901                     | 1859    | 1923      |
| Michel Béguelin          | SP              | 1999–2007                     | 1936    |           |
| Louis Bonjour            | FL              | 1873–1875                     | 1823    | 1875      |
| Alphonse Bory            | FL              | 1881–1887                     | 1838    | 1891      |
| Norbert Bosset           | FDP             | 1928–1947                     | 1883    | 1969      |
| Emmanuel-David Bourgeois | FL              | 1849–1851                     | 1803    | 1865      |
| François Briatte         | FL              | 1848–1853 1856–1862 1864–1867 | 1805    | 1877      |
| Pascal Broulis           | FDP             | 2023–                         | 1965    |           |
| Jules Brun               | FL              | 1880–1881                     | 1832    | 1898      |
| Louis Chamorel           | FDP             | 1931–1943                     | 1879    | 1966      |
| Édouard Debétaz          | FDP             | 1975–1987                     | 1917    | 1999      |
| Victor Debonneville      | FL              | 1878–1880                     | 1829    | 1902      |
| Jeannot De Crousnaz      | LM              | 1862–1863                     | 1822    | 1883      |
| Gabriel Despland         | FDP             | 1943–1967                     | 1901    | 1983      |
| Émile Dind               | FDP             | 1917–1931                     | 1855    | 1932      |
| Charles Estoppey         | FL              | 1867–1873 1875–1888           | 1820    | 1888      |
| Jules Eytel              | FL              | 1862–1863                     | 1817    | 1873      |
| Frédéric Fauquex         | LPS             | 1945–1963                     | 1898    | 1976      |
| Constant Fornerod        | FL              | 1853–1855                     | 1819    | 1899      |
| Olivier Français         | FDP             | 2015–2023                     | 1955    |           |
| Donat Golaz              | FL/FDP          | 1894–1900                     | 1852    | 1900      |
| Xavier Gottofrey         | FL              | 1862                          | 1802    | 1868      |
| Louis Guisan             | LPS             | 1963–1975                     | 1911    | 1998      |
| Gustave Jaccard          | LM              | 1854–1855                     | 1809    | 1881      |
| Yvette Jaggi             | SP              | 1987–1991                     | 1941    |           |
| Adolphe Jordan           | FL/FDP          | 1888–1896                     | 1845    | 1900      |
| Christiane Langenberger  | FDP             | 1999–2007                     | 1941    | 2015      |
| Auguste de Loës          | LM              | 1863–1864                     | 1802    | 1883      |
| Pierre-Yves Maillard     | SP              | 2023–                         | 1968    |           |
| Jacques Martin           | FDP             | 1991–1999                     | 1933    | 2005      |
| Jules Martin             | FL              | 1851–1852                     | 1824    | 1875      |
| Jacques Morier-Genoud    | SP              | 1975–1979                     | 1934    |           |
| Jean-Pierre Pradervand   | FDP             | 1967–1975                     | 1908    | 1996      |
| Luc Recordon             | Grüne           | 2007–2015                     | 1955    |           |
| Henri Reymond            | FL              | 1852–1853                     | 1819    | 1879      |
| Hubert Reymond           | LPS             | 1979–1995                     | 1938    |           |
| Éric Rochat              | LPS             | 1995–1999                     | 1948    |           |
| Auguste Rogivue          | FL              | 1853                          | 1812    | 1869      |
| Jules Roguin             | LM              | 1863–1874                     | 1823    | 1908      |
| Marc-Emile Ruchet        | FL/FDP          | 1887–1899                     | 1853    | 1912      |
| Géraldine Savary         | SP              | 2007–2019                     | 1968    |           |
| Henri Simon              | FDP             | 1901–1928                     | 1868    | 1932      |
| Adrien Thélin            | FDP             | 1900–1917                     | 1842    | 1922      |
| Adèle Thorens Goumaz     | Grüne           | 2019–2023                     | 1971    |           |
| Antoine Vessaz           | FL              | 1875–1878                     | 1833    | 1911      |
| Louis Wenger             | FL              | 1848–1849 1855–1861           | 1809    | 1861      |

## Quelle
- Datenbank aller Ratsmitglieder